# Het vurige Vitamitje
Het vurige Vitamitje is een stripverhaal uit de reeks van Suske en Wiske, dat werd uitgegeven op 28 januari 2012.

## Personages
In dit verhaal spelen de volgende personages mee:
- Suske, Wiske, tante Sidonia, Lambik, Jerom, professor Barabas, Vitamitje, autohandelaar, politieagenten, clown, publiek, klant, barvrouw, impresario (Sensationelli[1]), directeur Cirque de la Luna[2], Blackpower en andere pilotendragracewagens, security

## Locaties
Dit verhaal speelt zich af op de volgende locaties:
- België, huis van Suske, Wiske en tante Sidonia, huis van professor Barabas, autohandel, circus, dorpsplein, café, magazijn, dragracecircuit, Rio de Janeiro

## Uitvindingen
In dit verhaal speelt de volgende uitvinding een rol:
- Vitamitje, de gyronef

## Het verhaal
Professor Barabas vertrekt op reis, waardoor Vitamitje alleen achterblijft. Suske en Wiske beloven erop te passen, maar laten deze job over aan tante Sidonia. Nadat zij het eten kwam brengen, zag het levende autootje een kans om te ontsnappen en de wijde wereld in te trekken. Vitamitje komt terecht bij een autohandelaar die veel aanvragen voor auto's op groene energie krijgt. Hij wil Vitamitje nabouwen, maar dit mislukt. Vitamitje kan ontsnappen en ondertussen hebben de vrienden ontdekt dat Vitamitje is verdwenen. Lambik wil aangifte doen van vermissing, maar de politie stuurt hem weg. 
Vitamitje komt bij een clown terecht en samen maken ze een fantastische show in het circus op het dorpsplein. In een café horen Lambik en Jerom over deze show en ze gaan meteen naar het dorpsplein, maar het circus is al verdwenen. Inmiddels heeft de clown een impresario op bezoek en hij verkoopt Vitamitje, die hij Toeter noemt. Lambik en Jerom vinden hem net te laat en de clown krijgt spijt en geeft het geld aan hen mee. De impresario probeert Vitamitje te verkopen aan de directeur van Cirque de la Luna, maar hij heeft geen interesse. 
Lambik en Jerom vinden het magazijn waar Vitamitje wordt vastgehouden, maar door onhandigheid van Lambik ontvlucht Vitamitje de plek. Hij denkt dat ze boos op hem zijn en hij mist Suske en Wiske. Dan komt hij bij een piloot van het dragracecircuit. Deze wil van Vitamitje een racewagen maken. Alles gaat goed totdat er verboden spierversterkers worden toegediend door de piloot. Suske en Wiske komen de dragraces op het spoor, maar zien dat er iets vreemds met Vitamitje aan de hand is. Het wagentje is zeer agressief. Ze sturen foto's naar professor Barabas, die plezier heeft op het Carnaval in Rio de Janeiro, en hij komt meteen naar huis. 
Jerom kan een antidotum inspuiten en Vitamitje herkent de vrienden weer. Ze vluchten samen en Vitamitje offert zichzelf op als ze stil komen te staan op een spoorbaan. Het wagentje wordt kapot gereden en professor Barabas, die net met de gyronef terug is in België, kan hem met veel moeite repareren. Suske en Wiske hebben veel spijt dat ze het wagentje niet genoeg aandacht hebben gegeven en beloven beterschap.